# Eucrosia aurantiaca
Eucrosia aurantiaca är en amaryllisväxtart som först beskrevs av John Gilbert Baker, och fick sitt nu gällande namn av Ferdinand Albin Pax. Eucrosia aurantiaca ingår i släktet Eucrosia och familjen amaryllisväxter. IUCN kategoriserar arten globalt som starkt hotad. Inga underarter finns listade i Catalogue of Life.

## Bildgalleri

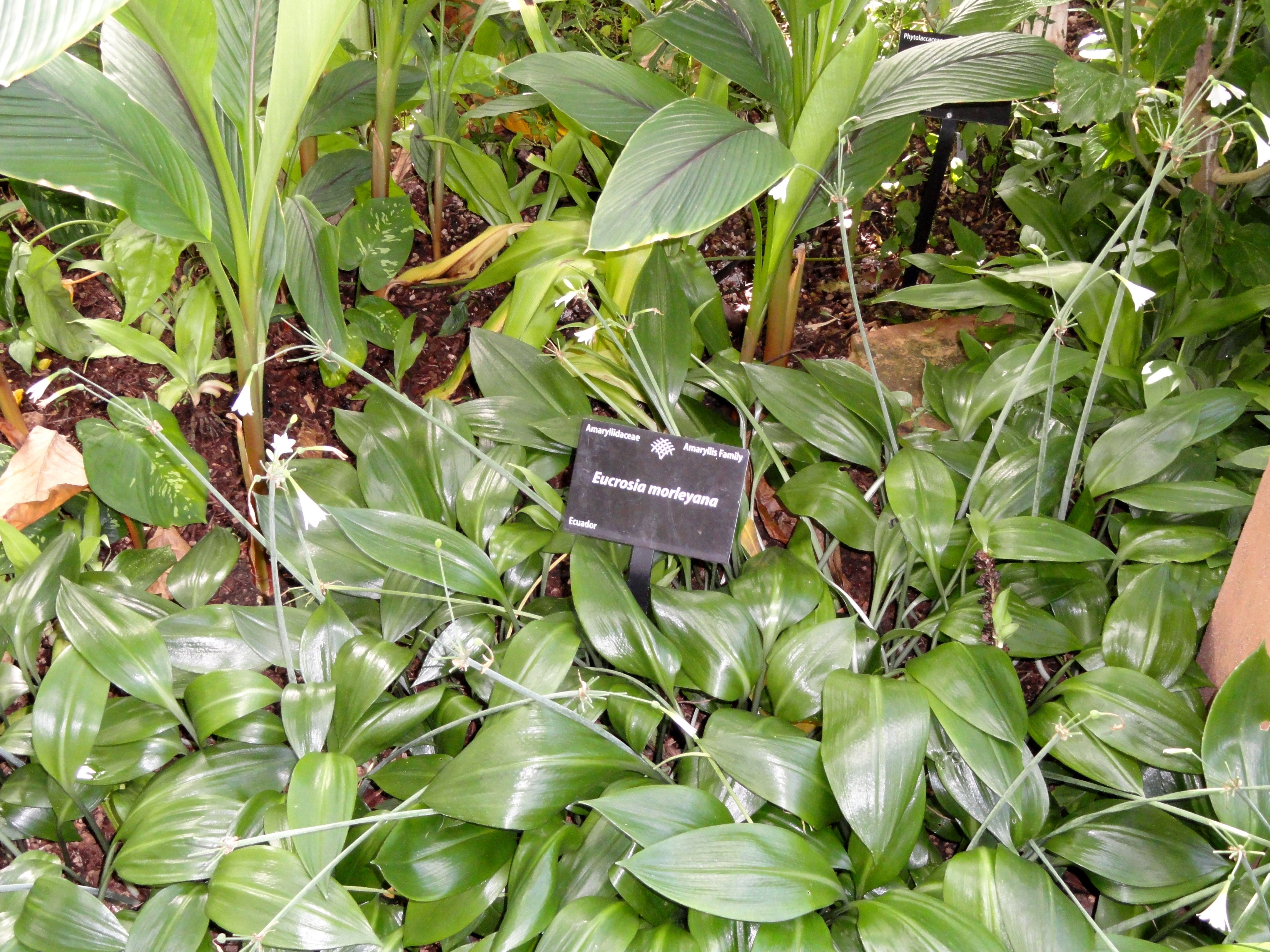
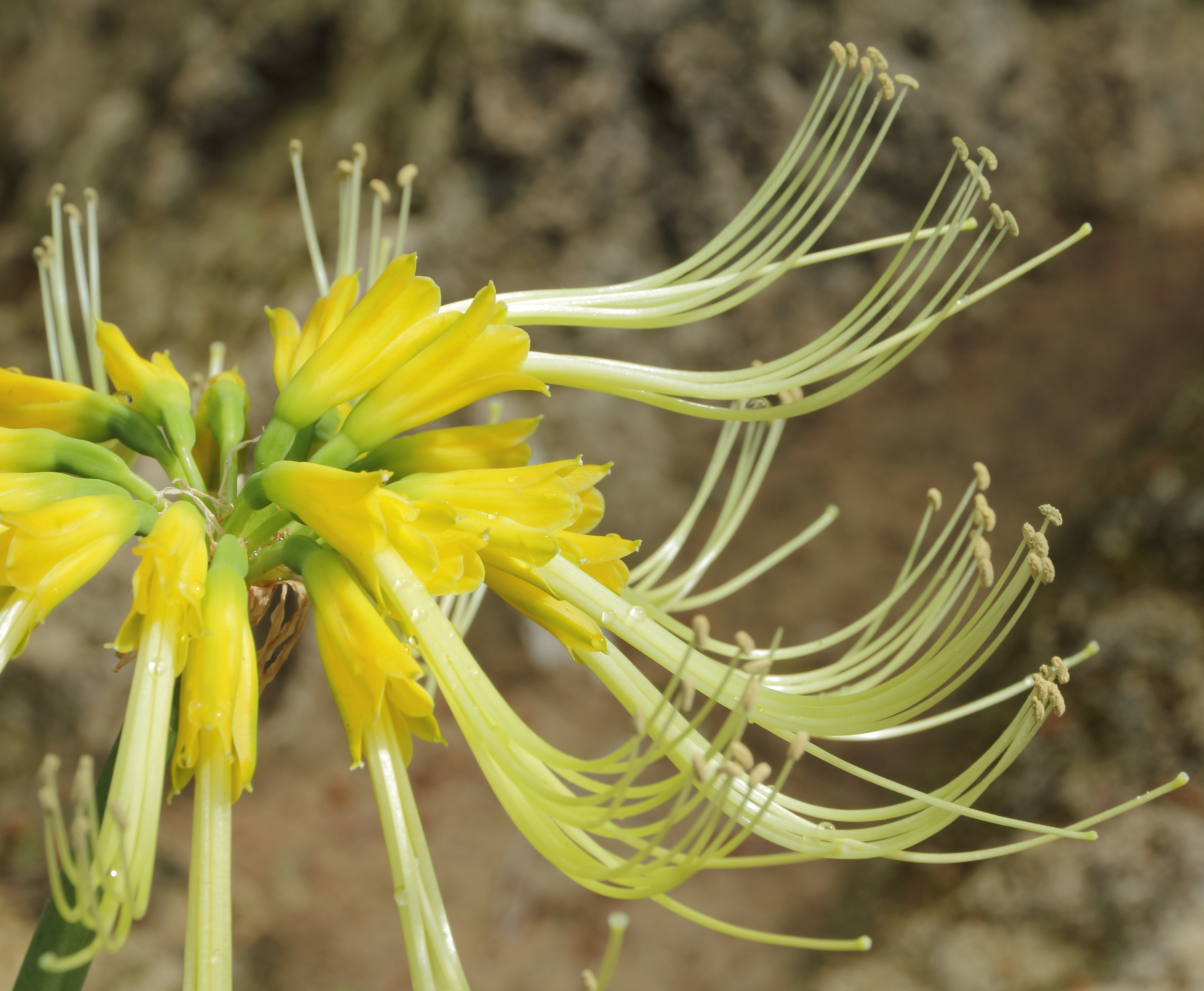
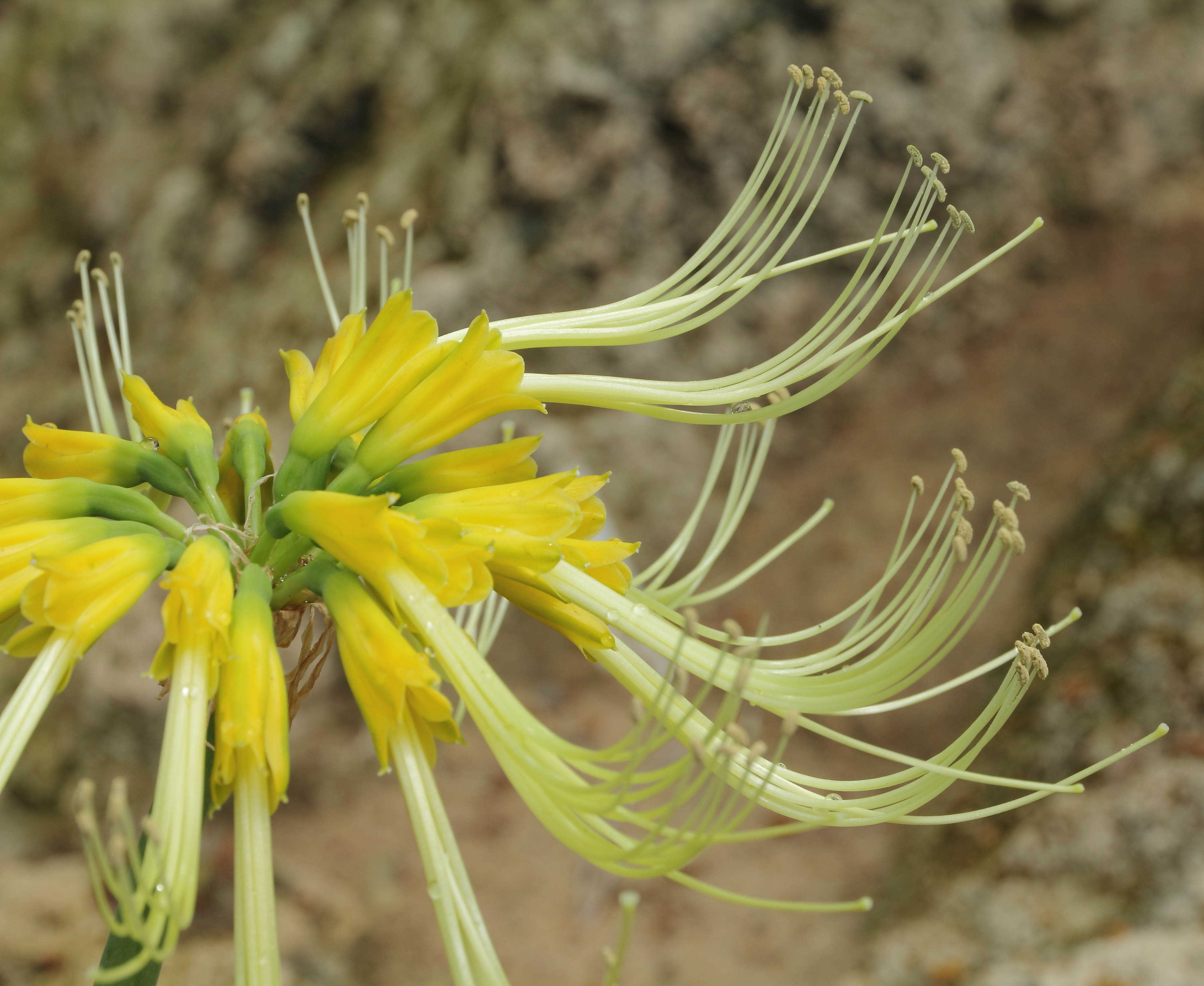
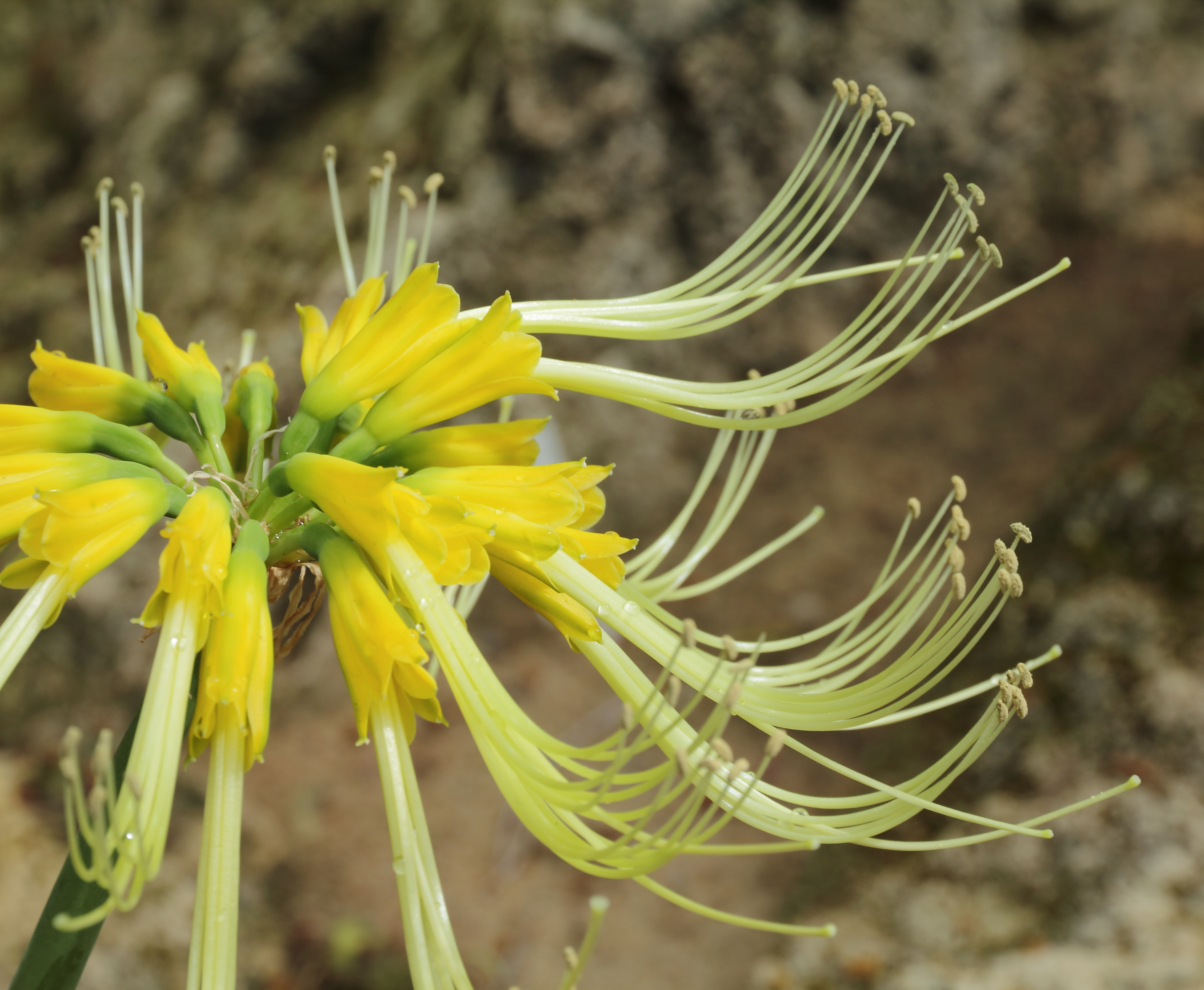